# زیردریایی کلاس سوئیفت‌شور
زیردریایی کلاس سوئیفت‌شور (به انگلیسی: Swiftsure-class submarine) یک کلاس از زیردریایی است که طول آن ۸۲٫۹ متر (۲۷۲ فوت) می‌باشد.